# Органон

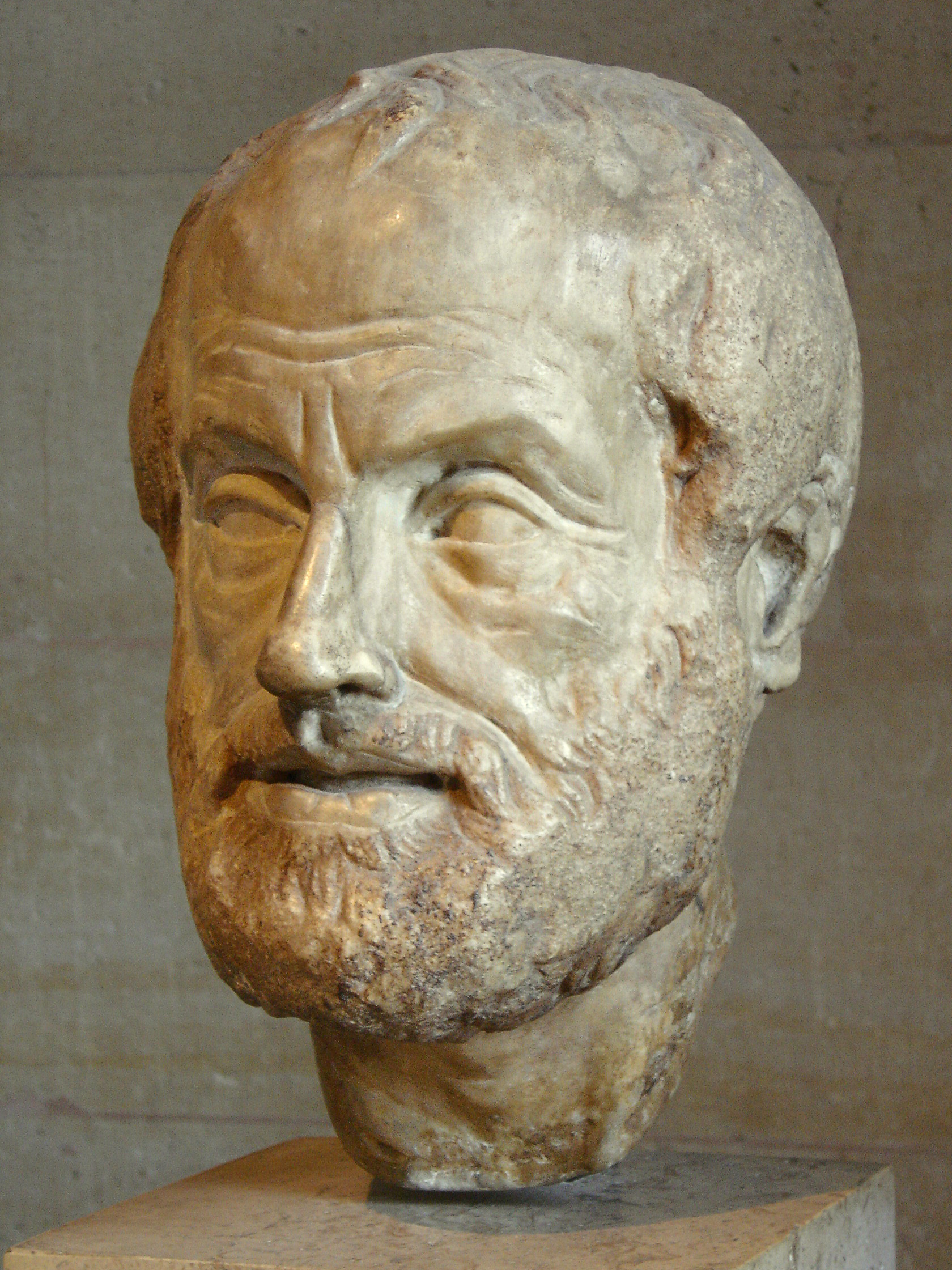
Копія бронзового бюсту Арістотеля виготовленого Лісіппом (4 століття до н. е.)

Органон (грец. Ὄργανον, «інструмент, орган») — стандартне зібрання шести робіт Аристотеля присвячених логіці. Назва Органон була дана послідовниками Арістотеля перипатетиками.

## Конституція текстів

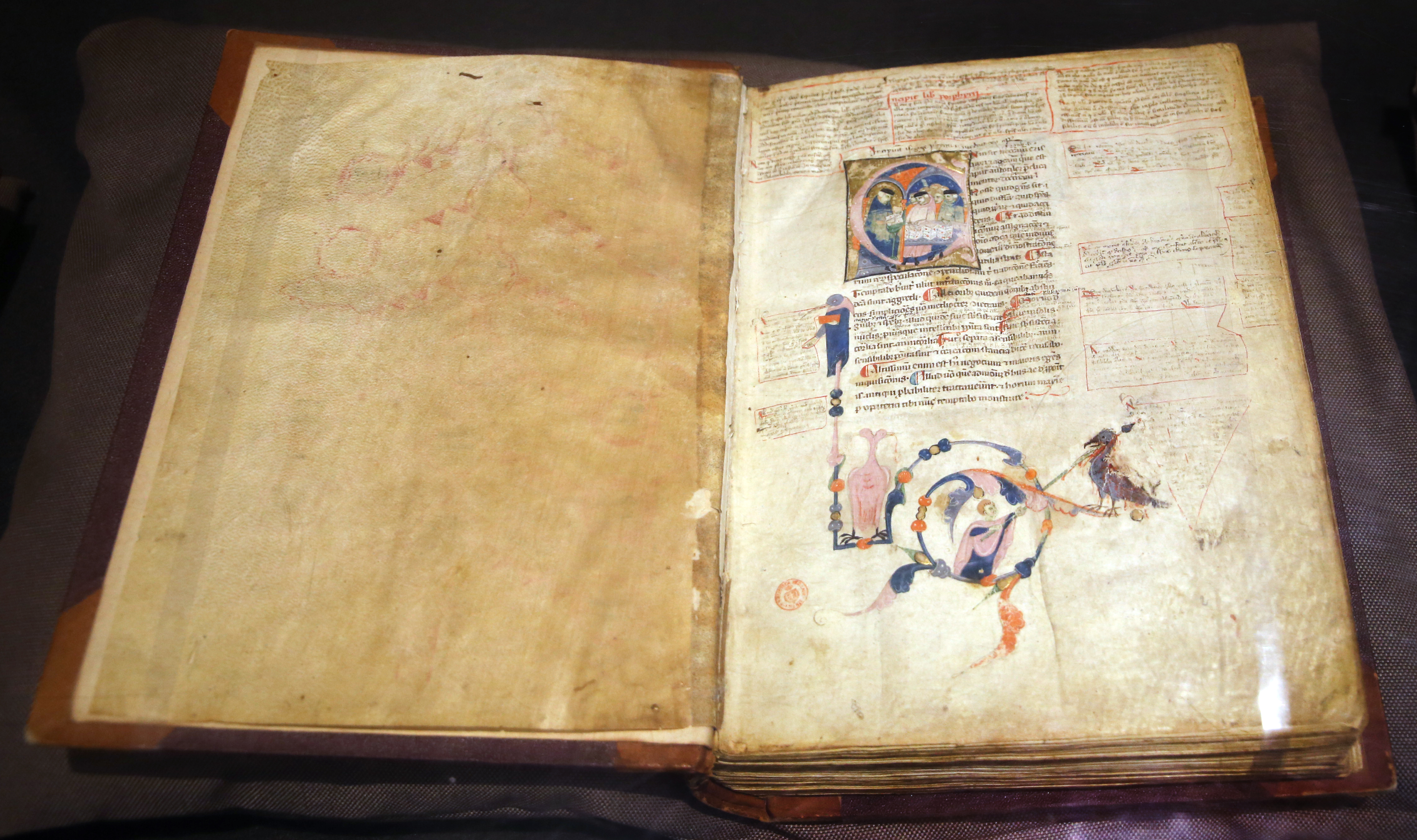
Органон

Порядок робіт не хронологічний (який вже зараз важко визначити), але свідомо обирається Теофрастом, щоб скласти добре структуровану систему. Дійсно, частина з них, схоже, схема лекції з логіки. Розташування робіт було зроблено Андронікою Родоським близько 40 р. до н. е.
Метафізика Аристотеля має деякі моменти перетину з роботами, що становлять Органон, але традиційно не вважається його частиною; до того ж, існують роботи з логіки, що приписуються, з різним ступенем достовірності, до Аристотеля, які не були відомі перипатетикам.
- Категорії (лат. Categoriae) включають 10-кратну класифікацію Аристотеля, що існує: речовина, кількість, якість, відношення, місце, час, ситуація, умови, дія, і запал.
- Про тлумачення[en] (лат. De Interpretatione, грец. Περὶ Ἑρμηνείας) включає концепцію Аристотеля твердження й судження, а також різні відносини між ствердними, негативними, універсальними та конкретними пропозиціями. Аристотель обговорює квадрат опозиції або площу Апулея в Розділі 7 і в додатку — Розділі 8. Глава 9 присвячена проблемі майбутніх контингентів[en].
- Попередня Аналітика (лат. Analytica Priora) вводить його силогістичний спосіб (логіка), стверджує його правильність, і обговорює індуктивний висновок.
- Пост аналітика[en] (лат. Analytica Posteriora) співпрацює з демонстрацією, визначенням і науковим знанням.
- Теми[en] (лат. Topica) розглядає питання побудови вагомих аргументів і ймовірного висновку, але не певного. Саме в цьому трактаті, де Аристотель згадує предікабіліі[en], пізніше обговорюється Порфирієм та схоластичними логіками.
- Софістичні спростування[en] (лат. De Sophisticis Elenchis) дає трактування логічним помилкам, і є ключовою ланкою до роботи Аристотеля на риторику.

## Вплив
Органон був використаний в школі, заснованій Аристотелем в ліцеї, і деякі частини робіт, схоже, були схемами лекції з логіки. Ось чому після смерті Аристотеля, його видавці (Андронік Родоський в 50 р до н. е., наприклад,) зібрав ці твори.
Після розпаду Західної Римської імперії в п'ятому столітті, більшість робіт Аристотеля була втрачена на латинському Заході. Категорії і Про тлумачення є єдиними вагомими логічними роботами, які були доступні на початку середньовіччя. Вони були перекладені латиною боеціями. Інші логічні роботи не були доступні в західному християнському світі, доки не були перекладені латинською мовою в 12-му столітті. Тим не менш, оригінальні грецькі тексти були збережені на грецько-мовних землях, Східно-Римської імперії, (Візантія). У середині дванадцятого століття Якоб Венеційський переклав латинською мовою Пост Аналітики, знайдені у вигляді грецьких рукописів у Константинополі.
Книги Аристотеля були доступні на початку арабської імперії, а після 750 р.н. е. мусульмани мали більшість з них, в тому числі Органона, в перекладі на арабську мову, іноді за допомогою більш ранніх сирійських перекладів. Вони вивчалися ісламськими та єврейськими вченими, у тому числі рабином Мойсеєм Маймонідом (1135–1204) та мусульманином суддею Аверроесом, відомим на Заході як Аверроес (1126–1198); обидва були родом з Кордови, Іспанія, хоча колишньої лівої Іберії і 1168 жили у Єгипті.
Всі основні схоластичні філософи написали коментарі на Органона. Аквінський, Оккам і Дунс Скот писали коментарі на Про тлумачення. Оккам та Скот писали коментарі на Категорії і  Софістичні спростування. Гроссетест, написав впливовий коментар на Пост аналітику.
В епоху Просвітництва було відродження інтересу до логіки як до основи раціонального дослідження, і кількість текстів, найбільш успішно Порт-Рояль логіки, гранували термін Аристотеля логіка для педагогіки. Протягом цього періоду, доки логіка базувалася на логіці Аристотеля, самі його твори були менш часто досліджуваними. Була тенденція в цей період розглядати логічні системи дня, щоб бути складеними, що, в свою чергу, безсумнівно, душить інновації в цій галузі. Однак Френсіс Бекон опублікував його Новий Органон (Новий Органон) як різкий випад в 1620 в літературі. Іммануїл Кант думав, що немає нічого, що можна було б винайти після роботи Аристотеля і відомого історика логіки Карла фон Прантля стверджував, що будь-який логік, який сказав щось нове про логіку був «збентеженим, дурним або хибним.» Ці приклади ілюструють силу впливу, який праці Аристотеля мали на логіку. Справді, він уже став відомим схоластом (середньовічним християнським вченим) як «філософ», через вплив на середньовічну теологію та філософію. Його вплив тривав на ранньо-модерністської епохи, а Органон був основою школи філософії ще на початку 18-го століття.
З появою логічних інновацій 19-го століття, зокрема, при розробці сучасної логіки предикатів, логіка Аристотеля зазнала немилості у багатьох аналітичних філософів.
Дослідження
- Бохенського, І. М., 1951.Стародавня формальна логіка. Амстердам: Північна Голландія.
- Ян Лукасевич, 1951. Силогістика Аристотеля з точки зору сучасної формальної логіки. Оксфорд: Кларендон Прес-.
- Лі, Джонатан 1980. Аристотель та логічна теорія, Кембридж: Cambridge University Press.
- Monteil, Жан-Франсуа  La transmission d'Aristote par les Arabes à la chrétienté occidentale: une trouvaille relative au De Interpretatione , Revista Española де Filosofia. Середньовіччя 11: 181–195
- Monteil, Жан-Франсуа  Isidor Pollak et Les Deux Traductions Arabes différentes du De Interpretatione d'Aristote " ', Revue d'Etudes Anciennes 107: 29-46 (2005).
- Monteil, Жан-Франсуа ' ' Une exception allemande: la traduction du De Interpretatione par le Professeur Gohlke: la note 10 sur les indéterminées d'Aristote' ', рев`. nf етюди Anciennes 103: 409–427 (2001).
- Паррі та Хакер, 1991. Аристотелівська логіка. Албанія: Державний університет Нью-Йорк.
- Роза, Лінн E., 1968. Силогізм Аристотеля. Спрінгфілд, штат Іллінойс.: Кларенс C. Thomas.
- Вітакер, CWA. 1996.  De Interpretatione Аристотеля. Протиріччя та діалектика, Оксфорд: Кларендон Прес-.
- Вітч, Генрі B., 1969. Дві логіки:. Конфлікт між класичною та нео-аналітичною філософією Еванстон: Північно-західний університет Прес.